# Mathias Wieman

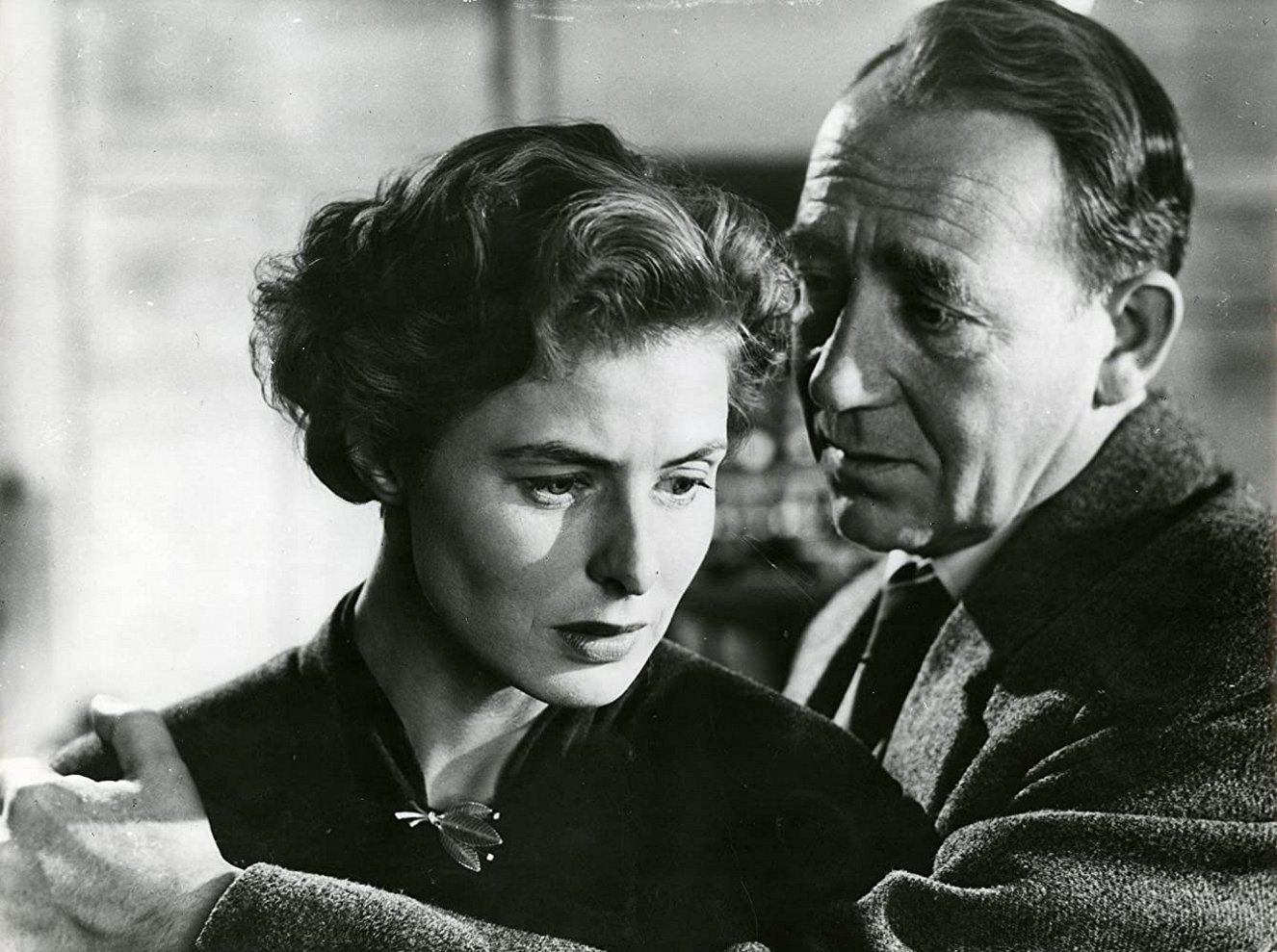
Ingrid Bergman com Mathias Wieman em Fear, 1954

Mathias Wieman, nasceu Carl Heinrich Franz Mathias Wieman (Osnabruque, 23 de junho de 1902 - Zurique, 3 de dezembro de 1969) foi um ator de cinema alemão.

## Filmografia selecionada
- 1925: Freies Volk
- 1926: Potsdam, das Schicksal einer Residenz
- 1927: Der Sohn der Hagar
- 1927: Feme
- 1956: Die Ehe des Dr. med. Danwitz
- 1956: TKX antwortet nicht
- 1956: Robinson soll nicht sterben
- 1957: Wetterleuchten um Maria
- 1963: Der Sittlichkeitsverbrecher
- 1964: Geld und Geist